# Торпе
Торпе (итал. Torpè) — коммуна в Италии, располагается в регионе Сардиния, в провинции Нуоро.
Население составляет 2719 человек (2008 г.), плотность населения составляет 29 чел./км². Занимает площадь 92 км². Почтовый индекс — 8020. Телефонный код — 0784.
Покровительницей коммуны почитается Пресвятая Богородица (Nostra Signora degli Angeli), празднование 8 сентября.

## Демография
Динамика населения:

## Администрация коммуны
- Официальный сайт: http://www.comune.torpe.nu.it